# Sub-Země

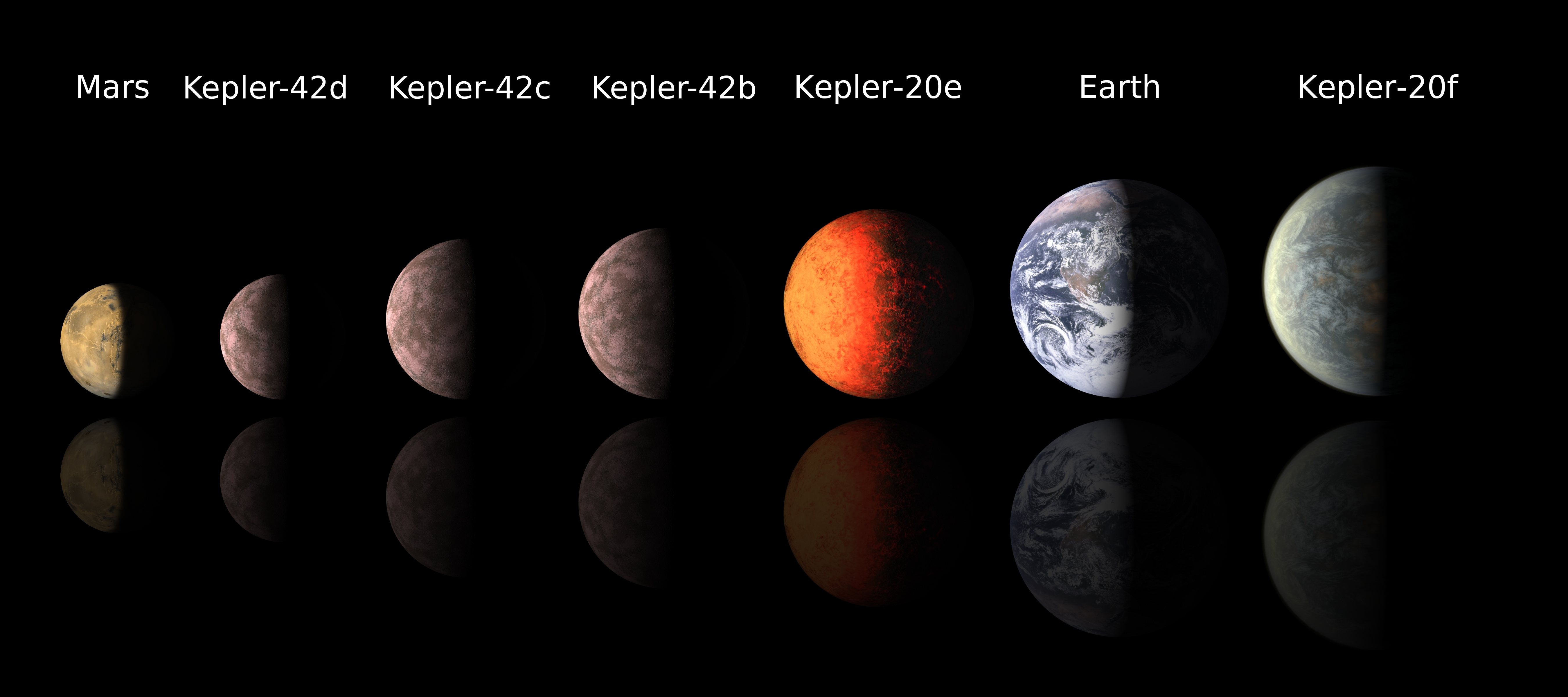
Porovnání velikostí Země, Marsu a exoplanet Kepler-20 a Kepler-42.

Sub-Země je planeta podstatně menší a méně hmotná než Země a Venuše. V sluneční soustavě do této kategorie patří například Merkur a Mars. Sub-Země mezi exoplanetami patří mezi nejhůře detekovatelné typy planet, protože jejich malé rozměry a nízká hmotnost produkují velmi slabé signály. Přesto jedna z prvních objevených exoplanet byla sub-Země, obíhající kolem milisekundového pulsaru PSR B1257+12. Nejmenší známou sub-Zemí je planeta WD 1145+017 b, která má velikost pouhých 0,15 poloměru Země, tedy méně než Pluto. Tato planeta však není dostatečně hmotná, aby byla považována za sub-Země v kategorii klasických planet, a je klasifikována jako trpasličí planeta.

## Objevování sub-Zemí
Vesmírný dalekohled Kepler významně přispěl k objevům sub-Zemí. Dne 10. ledna 2012 objevil první tři sub-Země kolem běžné hvězdy, a to v systému Kepler-42. K červnu 2014 bylo Keplerem potvrzeno 45 planet menších než Země, z nichž 17 má poloměr menší než 0,8 Rⴲ.
Existuje podezření, že sub-Země obíhá kolem hvězdy Proxima Centauri, nejbližší hvězdy k Slunci. Hmotnost planety Proxima Centauri d se odhaduje mezi hmotností Marsu a Venuše.

## Charakteristiky
Sub-Země často postrádají významnou atmosféru, protože jejich nízká gravitace a slabé magnetické pole umožňují, aby záření hvězdy jejich atmosféru postupně odneslo. Kvůli své malé velikosti a slabým slapovým silám, pokud obíhají blízko své mateřské hvězdy, mají sub-Země obvykle krátká období geologické aktivity.